# 薩摩高城駅
薩摩高城駅（さつまたきえき）は、鹿児島県薩摩川内市湯田町にある肥薩おれんじ鉄道線の駅である。駅番号はOR25。難読駅名としても知られる。

## 歴史

### 駅名の由来
開業当時、薩摩郡高城村に設けられたのが由来。
古くは「たき」では無く「たかき」と呼ばれていた。この地には高城郡が設けられ、薩摩国府や国分寺が置かれた。今と同じ「たき」と読まれるようになったのは、鎌倉時代以降と言われる。
この駅が開業した当時、既に日豊本線にも高城駅（大分県大分市高城新町）が設けられていた。こちらは「たき」でも「たかぎ」でも無く「たかじょう」だが、漢字が同じで紛らわしいため旧国名「薩摩」を冠して「薩摩高城駅」と命名された。なお、同じ読みの紀勢本線多気駅はこの当時はまだ「相可口駅」と名乗っており、「多気駅」となるのは1959年7月15日のことである。当駅開設以前に日本国有鉄道（当時）で「たき」を称している駅は加古川線滝駅がある。

### 年表
- 1952年（昭和27年）5月1日：国鉄鹿児島本線西方駅 - 草道駅間に新設開業（旅客・手荷物・小荷物を扱う）[2][3]。
- 1963年（昭和38年）5月10日：荷物扱い廃止[1][4]。出札・改札業務を停止し無人駅化[5]。但し閉塞扱いの運転要員は継続配置。
- 1970年（昭和45年）4月1日：CTC導入に伴い運転要員が廃止され完全無人駅化。
- 1976年（昭和51年）3月：駅舎撤去。
- 1987年（昭和62年）4月1日：国鉄分割民営化に伴い、九州旅客鉄道が承継[1]。
- 2004年（平成16年）3月13日：九州新幹線開業に伴い、肥薩おれんじ鉄道に移管[6]。
- 2014年（平成26年）3月15日：観光列車「おれんじ食堂」の停車駅となる。
- 2016年（平成28年）4月7日：クルーズトレイン「ななつ星in九州」の乗り入れ開始に伴い、停車駅となる。
- 2019年（令和元年）10月1日：駅ナンバリング導入に伴い駅名標を更新。英語表記を「Satsuma Taki」から「Satsuma-Taki」に変更。
- 2020年（令和2年）12月10日：駅前食堂、旅館跡地に観光物産館「薩摩高城館」が開店。

## 駅構造

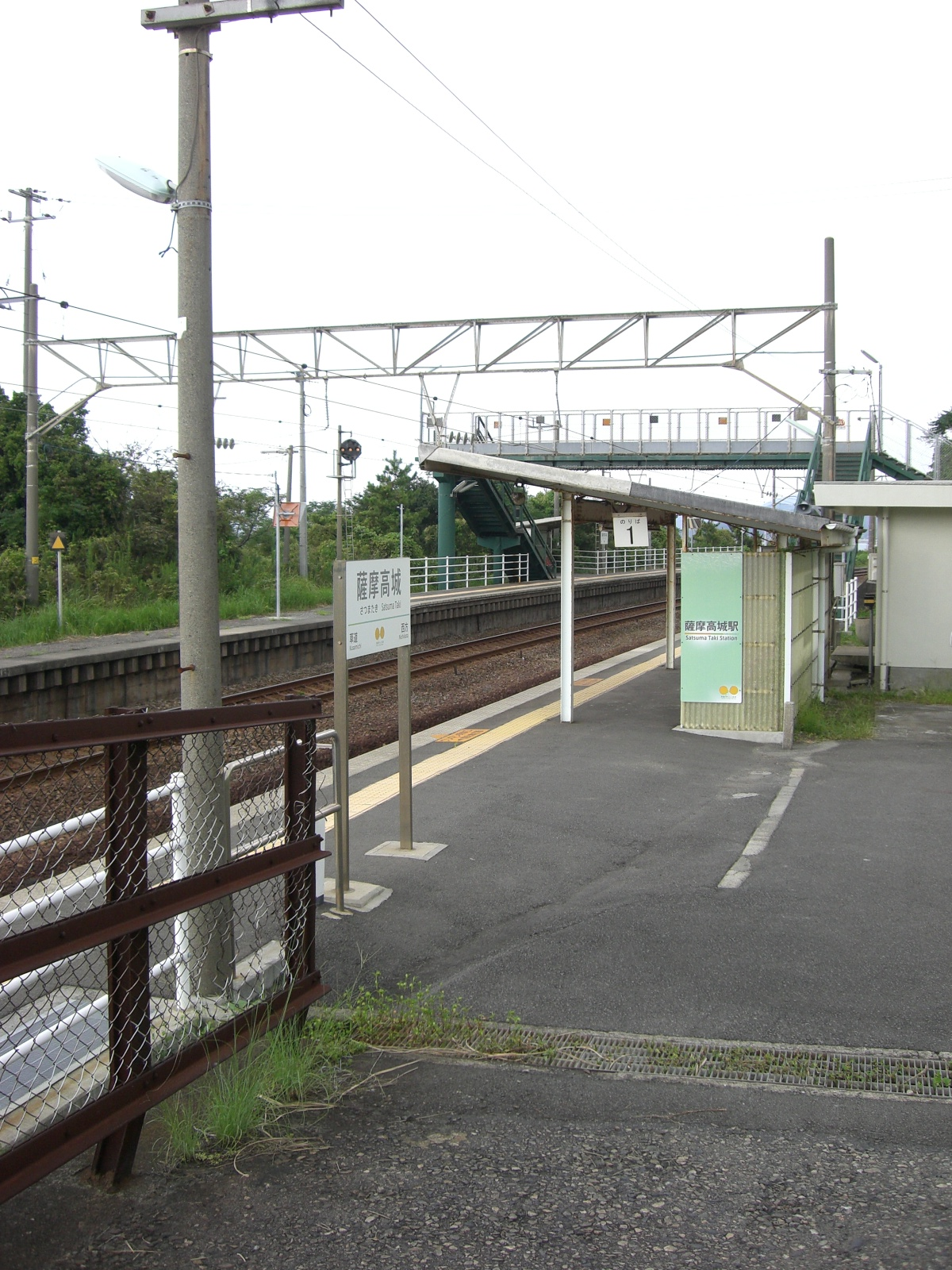
駅入口付近より（2007年9月）

相対式ホーム2面2線を有する地上駅である。無人駅で駅舎は無い。かつては有人駅であり木造駅舎も建っていたが近隣は開業時から民家がほとんど無く、利用者低迷のため開業後僅か11年で出札、改札業務を停止している。
砂浜（湯田口海岸）が近いため、2番線側（海側）には線路に砂が堆積しないように防砂林が設けられている。かつては2番線側のすぐ裏手に湯田口海水浴場がありホームからの東シナ海の景観が良く、夏季は海岸を訪れる海水浴客で大変賑わっていた。海水浴場廃止後は砂浜や防砂林は放置され、木や草が生い茂っていて海が見えにくくなっていたり砂浜が荒れていたりしたが、2013年冬頃から社員による駅の整備や防砂林の一部の木の伐採など改良工事が始まって景観が良くなり、2番線ホームに展望を兼ねたベンチが設置されたほか、湯田口海岸の砂浜に海岸沿いが一望できる展望台が設置された。無人化後、1976年に駅舎が解体撤去されてからは長年の間公衆トイレが無い駅であったが、2016年4月に国道下（かつての木造駅舎跡地付近）に公衆トイレが設置された。また2014年3月15日のダイヤ改正から観光列車おれんじ食堂が停車するようになり、同駅は観光スポットの一つになっている。
当駅は大きな曲線上にある駅のため、JR九州時代に特急列車が高速で通過出来るように主本線（2番線）側の線路に大きな傾き（カント）が設置された。肥薩おれんじ鉄道に移管された後もカントは残っており、2番線に停車する列車は停車時に車体が大きく傾く駅である。
2016年4月7日からは毎週木曜日のみクルーズトレイン「ななつ星 in 九州」の停車駅になっていた。
2020年12月10日、駅前に観光物産館「薩摩高城館」がオープンした。

### のりば
| のりば | 路線                | 方向 | 行先                   | 備考                                                               |
| ------ | ------------------- | ---- | ---------------------- | ------------------------------------------------------------------ |
| 1・2   | ■肥薩おれんじ鉄道線 | 上り | 阿久根・出水・水俣方面 | 上下線共、原則として1番のりば発着 （※2番のりば発着はごく少数のみ） |
| 1・2   | ■肥薩おれんじ鉄道線 | 下り | 川内方面               | 上下線共、原則として1番のりば発着 （※2番のりば発着はごく少数のみ） |

- 海側の2番線が列車の通過が可能な主本線である。基本的に上下列車とも1番線に入線し、列車交換がある時のみ上り列車が2番線に入線する。
- 2番線の下り列車の着発は通過列車を除いて設定されていないが、「おれんじ食堂」は上下とも湯田口海岸散策を行うため2番線に停車する。
- 2番線は停車時の車体の傾きが大きいため、「ななつ星in九州」は1番線に停車していた。

## 利用状況
2019年度の1日平均乗車人員は2人である。
| 年度 | 1日平均 乗車人員 | 1日平均 乗降人員 |
| ---- | ---------------- | ---------------- |
| 2007 | 7                | 14               |
| 2008 | 7                | 13               |
| 2009 | 10               | 19               |
| 2010 | 9                | 17               |
| 2011 | 10               | 21               |
| 2012 | 3                | 12               |
| 2013 | 7                | 24               |
| 2014 | 7                | 20               |
| 2015 | 4                | 10               |
| 2016 | 3                | 7                |
| 2017 | 2                | 5                |
| 2018 | 1                | 4                |
| 2019 | 2                | 5                |

## 駅周辺
国道3号が付近を通っている。駅前は長らく食堂兼旅館だった朽ちた建物（廃屋）があるのみで民家が少なく閑散としていたが、2018年頃より廃屋の撤去工事が実施され、跡地に観光物産館「薩摩高城館」が建てられた。
- 湯田口海岸 - 2番線ホーム裏手にある海岸。かつては海水浴場であったが、浅瀬が少なく潮の流れも速いため現在は遊泳禁止となり廃止されている。時おり砂浜でイベント等が開催されている。
- 展望台 - 2014年に湯田口海岸内の砂浜に設置された。東シナ海等駅付近が一望出来る。

## 隣の駅
※臨時快速「おれんじ食堂」の隣の停車駅は列車記事を参照のこと。
肥薩おれんじ鉄道
■肥薩おれんじ鉄道線
西方駅（OR24） - 薩摩高城駅（OR25） - *唐浜仮停車場 - 草道駅（OR26）
*打消線は廃駅